# Surányi Imre
Surányi Imre (Budapest, 1927. augusztus 10. – Budapest, 2014. július 30.) magyar színész.

## Pályafutása
1948-ban szerezte diplomáját az Országos Magyar Színművészeti Akadémián. 1948–1949 között a Szegedi Nemzeti Színházban játszott. 1949–1950 között a Bányász Színháznál töltött egy évet. 1950–1952 között a Magyar Rádió munkatársa volt. 1952–1954 között a Magyar Néphadsereg Színházához szerződött. 1954–1956 között az Ifjúsági Színház tagja volt. 1956–1957 között az Állami Déryné Színház színművésze volt. 1957–1958 között a kecskeméti Katona József Színház művésze volt. 1958–1965 között a József Attila Színház tagja volt. 1965-től a Pannónia Filmstúdióban dolgozott. Elhunyt 2014. július 30-án, örök nyugalomra helyezték a Farkasréti temetőben 2014. augusztus 25-én a római katolikus vallás szertartása szerint.

## Fontosabb színházi szerepei
- Valér (Molière: Tartuffe)
- Jenni (Friedrich Schiller: Tell Vilmos)
- Kántor János (Kodolányi János: Földindulás)
- Szolgabíró (Bródy Sándor: A tanítónő)
- Nil, mozdonyvezető (Makszim Gorkij: Kispolgárok)
- Kancsi (George Bernard Shaw: Blanco Posnet színvallása)
- Viktor (Déry Tibor: Tükör)
- Serényi (Kálmán Imre: Csárdáskirálynő)
- Tímár János (Gergely: Vitézek és hősök)
- Bocsárov Michail Makárovics, egyetemi hallgató (Kovács Gusztáv (Gárdonyi Géza: A lámpás)
- Leonyid Nyikolajevics Rahmanov: Viharos alkonyat)
- Szemjon (Lev Nyikolajevics Tolsztoj: Szellemesek (A felvilágosodás gyümölcsei))
- Corso (Victorien Sardou: A szókimondó asszonyság)
- Kolja (Viktor Szergejevics Rozov: Boldogság, merre vagy?)
- Misa (Viktor Szergejevics Rozov: Felnőnek a gyerekek)
- Mityka (Viktor Szergejevics Rozov: Udvarol a gyerek)
- Artyom (Alekszandr Jevdokimovics Kornyejcsuk: Csillagtárna)
- Őr (Borisz Andrejevics Lavrenyov: Leszámolás)
- Grinyov Viktor, diák az egyetemen (Anatolij Vlagyimirovics Szofronov: Moszkvai jellem)
- Jasa (Vaszilij Vasziljevics Kandinszkij: Az idegen gyermek)
- A vidéki (Alekszandr Nyikolajevics Osztrovszkij: Utolsó áldozat)
- Milorád (Branislav Nušić: Dr. Pepike)
- Inas (Ashley Dukes: Országúti kaland)
- Szerzetes; 3. angol báró (Jean Anouilh: Becket, vagy az Isten becsülete)
- Stevó (Egri Viktor: Közös út)
- Gróf Hatzfeld (Szomory Dezső: II. József)
- Mathieu (Alfred Maria Willner - Robert Bodansky: Éva)
- Felton (id. Alexandre Dumas: A három testőr)
- Simon Vilmos (Vészi Endre: Hajnali beszélgetés)
- Ferkó (Móricz Zsigmond - Fazekas Mihály: Lúdas Matyi)
- Nagy Máté (Gyárfás Miklós: For a világ)
- Bokor Balázs (Gyárfás Miklós - Örkény István: Zichy palota)
- O'Hara (William Somerset Maugham: Eső)
- Egy amerikai katona (John Errol: Holdfény egy szívárványszínű sálon)

## Sorozatbeli szinkronszerepei
- A hegy gyomrában: Mr. Wilberforce-Bill Johnson
- Atom Anti: további szereplők hangja
- Őrjárat a kozmoszban – Az Orion űrhajó fantasztikus kalandjai: Atan Shubashi hadnagy, asztrogátor - Friedrich G. Beckhaus (1. szinkron)
- Elhagyott játékok: további szereplők hangja
- T.I.R.

## Portréfilm
- „Akik kimaradtak a szereposztásból” (színészportré többek között Surányi Imréről is) (1977)

## Filmek, sorozatok
- Tűzkeresztség (1951) Imre
- Ütközet békében (1952)
- 2×2 néha 5 (1955)
- Tegnap (1959)
- Szegény gazdagok (1959)
- Szerelem csütörtök (1959)
- A Noszty fiú esete Tóth Marival (1960)
- Megöltek egy lányt (1961)
- Jó utat, autóbusz (1961)
- Nedele ve vsední den (1962)
- Az aranyember (1962)
- Örökre eltiltva (1963)
- Négy lány egy udvarban (1964)
- Egy ember, aki nincs (1964)
- Princ, a katona (2 epizódban, 1967)
- Üzenet a jövőből – A Mézga család különös kalandjai 2-13. (rajzfilmsorozat, 1969) – További szereplők (hang)
- Imposztorok (1969) – Rendőrbiztos
- Jó estét nyár, jó estét szerelem (1972) (TV)
- Kérem a következőt! (rajzfilmsorozat, 1973-1983) – További szereplők (hang)
- Sólyom a sasfészekben (tévésorozat, 1973)
- Utánam, srácok! (1975) – Sofőr
- Az idők kezdetén (1975)
- Karancsfalvi szökevények (tévésorozat, 1976)
- A Királylány zsámolya (1976)
- Vakáción a Mézga család (1978) – További szereplők (hang)
- Vasárnapi szülők (1980)
- Requiem (1981) – Nagy XII., rendőr
- Klapka légió (1983) (TV)
- Szerencsés Dániel (1983)
- Higgyetek nekem! (1984)
- Napló gyermekeimnek (1984)
- Hány az óra, Vekker úr? (1985)
- Lutra (1985) – Vízimolnár
- Trombi és a Tűzmanó I. (rajzfilmsorozat, 1987) – Tűzoltó majom; Pelikán sziréna (hang)
- Titánia, Titánia, avagy a dublőrök éjszakája (1988)
- Csere Rudi (1988)
- Uborka (tévésorozat, 1992) (hang)
- Sose halunk meg (1993)
- Devictus Vincit (1994) (TV)
- Valami Amerika (2002)